# حلیمه سعیدی
حلیمه سعیدی (۹ تیر ۱۳۱۳ – ۲۲ بهمن ۱۴۰۰) بازیگر ایرانی بود. او برای حضور در آثار طنز تلویزیونی و همکاری با رضا عطاران شهرت داشت.

## بازیگری
سعیدی نخستین بار در سریال روزگار قریب در نقش مادر علی به ایفای نقش پرداخت. رضا عطاران، فیلم‌ساز ایرانی به او پیشنهاد بازی داد و پس از گرفتن تست در برابر دوربین، مشغول به بازی شد. نخستین فعالیت برجستهٔ حلیمه سعیدی در مجموعهٔ تلویزیونی متهم گریخت (۱۳۸۴) بود.
مستندی پیرامون زندگی سعیدی ساخته شد که در ویژه برنامه نیمه سیب از شبکه دو سیما پخش شد.

## زندگی شخصی و مرگ
حلیمه سعیدی در ۹ تیر ۱۳۱۳ در ضیاءآباد، یکی از شهرهای استان قزوین، به دنیا آمد. او چهار فرزند داشت که یکی از آن‌ها، رضا لشکری، از کشته‌شدگان جنگ ایران و عراق بود.
سعیدی در ۲۲ بهمن ۱۴۰۰ در ۸۷ سالگی بر اثر سرطان درگذشت. درگذشت وی با بازتاب‌های وسیع همراه بود و پیام‌های مختلف تسلیتی به این مناسبت صادر شد.

## فیلم‌شناسی

### فیلم
- قاعده بازی (۱۳۸۵)
- روزی که مرد شدم (۱۳۸۸)
- حلقه‌های ازدواج (۱۳۸۸)
- آرش و پدرزن (۱۳۸۹)
- بیچاره‌ها (۱۳۸۹)
- غلط‌انداز (۱۳۸۹)
- دردسر بزرگ (۱۳۸۹)
- پیتزا مخلوط (۱۳۸۹)
- رفیق فابریک (۱۳۸۹)
- ورود زنده‌ها ممنوع (۱۳۸۹)
- اخراجی‌ها ۳ (۱۳۸۹)
- طلا و مس (۱۳۸۹)
- فیتیله و ماه پیشونی (۱۳۹۰)
- اتاق ۳۱۱ (۱۳۹۰)
- دوقلوها (۱۳۹۱)
- نفس (۱۳۹۱)
- صندوقچه اسرار (۱۳۹۱)
- ماهی دم قرمز (۱۳۹۳)
- آقای مدیر (۱۳۹۳)
- اتاق جادویی (۱۳۹۸)

### تلویزیون
- متهم گریخت (۱۳۸۴)
- ترش و شیرین (۱۳۸۶)
- روزگار قریب (۱۳۸۶)
- بزنگاه (۱۳۸۷)
- عید امسال (۱۳۸۹)
- زن‌بابا (۱۳۸۹)
- خوش‌نشین‌ها (۱۳۸۹)
- راه در رو (۱۳۹۰)
- دزد و پلیس (۱۳۹۱)
- سن سیز (۱۳۹۲)
- معراجی‌ها (۱۳۹۲)
- سن سیز (۱۳۹۲)
- فلیم آخرین ماشین دنیا (۱۳۹۴)
- ساختمان پدر (۱۳۹۵)
- زوج یا فرد (۱۳۹۸)
- شاهرگ (۱۳۹۹)